# Benedetto Castelli
Pour les articles homonymes, voir Castelli.
Benedetto Castelli (né en 1577 à Brescia en Lombardie - mort le 9 avril 1643 à Rome) est un moine bénédictin, mathématicien et physicien italien.

## Biographie

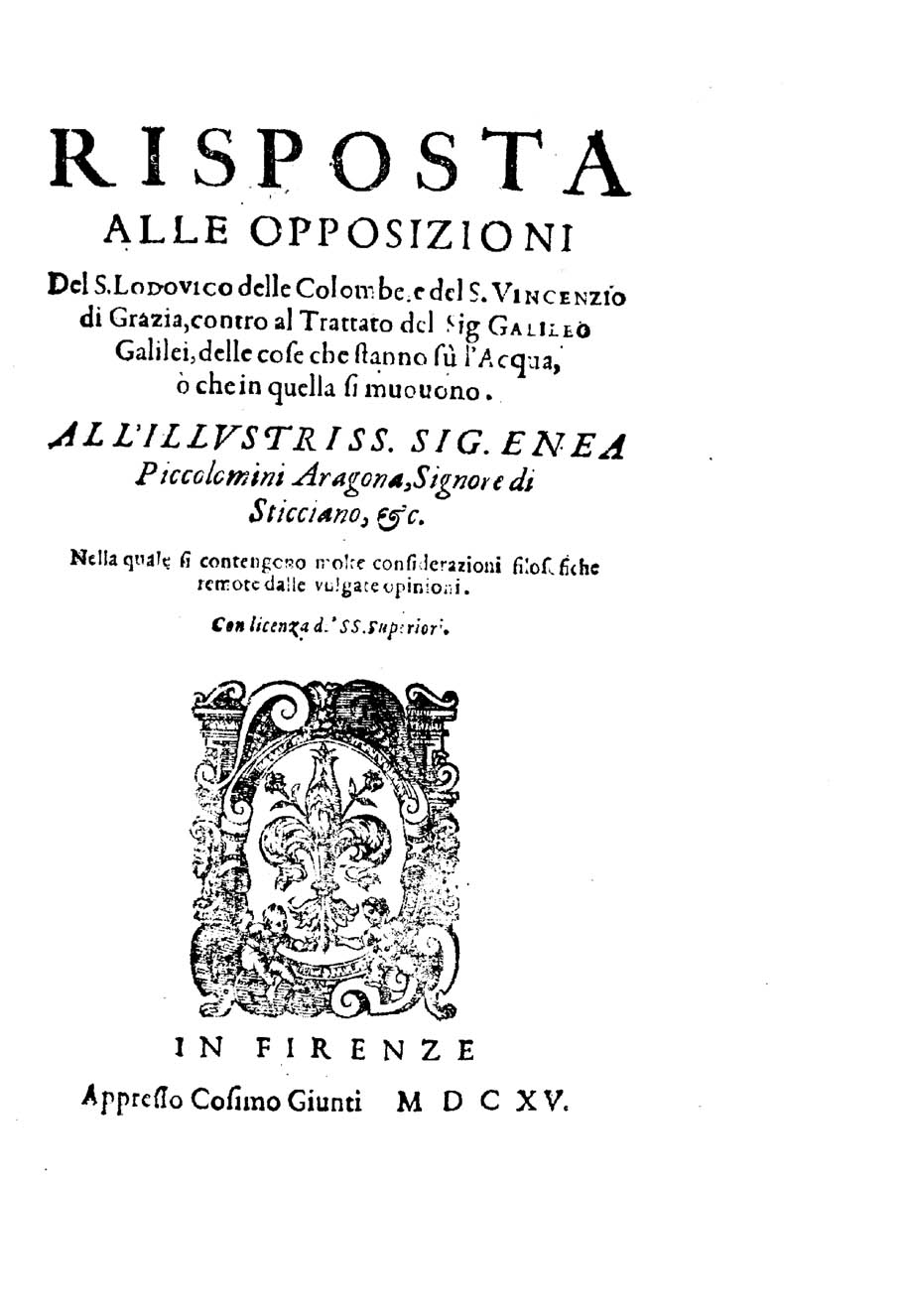
Risposta alle opposizioni

Benedetto Castelli fut disciple de Galilée, professa les mathématiques à Pise, puis à Rome, et forma Evangelista Torricelli et Bonaventura Cavalieri. Il s'occupa surtout de l'hydraulique, et composa un Traité de la mesure des eaux courantes, Rome, 1628 ; trad. en 1664.
L'ouvrage de Castelli, Sur les eaux courantes, et un Discours sur la jonction des Mers hantera Pierre-Paul Riquet (1609-1680), le constructeur du Canal du Midi dès sa jeunesse.
Castelli va influencer son élève Evangelista Torricelli, qui travaille sur l'hydrologie et sur l'assèchement des marais poitevins.
L'astéroïde (6857) Castelli est nommé en son honneur.

## Sources
Cet article comprend des extraits du Dictionnaire Bouillet. Il est possible de supprimer cette indication, si le texte reflète le savoir actuel sur ce thème, si les sources sont citées, s'il satisfait aux exigences linguistiques actuelles et s'il ne contient pas de propos qui vont à l'encontre des règles de neutralité de Wikipédia.
- Les progrès du XVIIe siècle dans le Marais Poitevin

- Ressource relative à l'astronomie :   - Biographical Encyclopedia of Astronomers
- Ressource relative à la recherche :   - Mathematics Genealogy Project
- Notices dans des dictionnaires ou encyclopédies généralistes :   - Deutsche Biographie
  - Dizionario biografico degli italiani
  - Enciclopedia italiana
  - Nationalencyklopedin
  - Treccani
- Notices d'autorité :   - VIAF
  - ISNI
  - BnF (données)
  - IdRef
  - LCCN
  - GND
  - Italie
  - CiNii
  - Espagne
  - Pays-Bas
  - Pologne
  - Israël
  - NUKAT
  - Catalogne
  - Suède
  - Vatican
  - Australie
  - Tchéquie
  - WorldCat